# Romaine Fielding
Romaine Fielding  (22 de mayo de 1867 – 15 de diciembre de 1927) fue un actor, guionista y director cinematográfico estadounidense. 

## Biografía
Su verdadero nombre era William Grant Blandin, y nació en Bowling Green (Kentucky). Fue actor teatral durante varios años, hasta que en 1911 empezó a actuar, escribir y dirigir cine mudo para la compañía sita en Filadelfia Lubin Manufacturing Company. El extravagante Fielding fue director general de las operaciones de Lubin en la Costa Oeste de los Estados Unidos, rodando diversos westerns de temática mexicana y filmes de aventuras, todos ellos con localizaciones en California, Arizona, y Nuevo México.
Tras la desaparición de la compañía Lubin en 1917, Romaine Fielding estuvo apartado del cine hasta 1920, años en el que retomó su actividad como actor y director, y que continuó hasta el momento de su muerte, ocurrida en 1927 en Hollywood a causa de una trombosis. Tenía cincuenta y nueve años de edad. Fue enterrado en el Cementerio Forest Lawn Memorial Park de Glendale (California).
Había estado casado con Mabel van Valkenburg desde 1907 a 1917, año en el que se divorciaron. Se casó en segundas nupcias en 1918 con Naomi Sachs, una actriz cuyo nombre artístico era Joan Arliss, y con la que tuvo tres hijos.